# Ligne 11 du métro de Pékin
La ligne 11 est l'une des 25 lignes du réseau métropolitain de Pékin, en Chine. Elle est ouverte depuis le 31 décembre 2021.

## Tracé et stations
Située dans le district de Shijingshan, à l'ouest de l'agglomération, la ligne relie Moshikou au nord à Xinshougang au sud-est, et compte quatre stations sur une longueur de 4,2 km. 
Elle est en correspondance avec les lignes 6 et S1 à la station Jin'anqiao.

## Histoire
En janvier 2010, les autorités du district de Shijingshan présentent au public le plan de la future ligne 11 qui doit traverser le complexe Beijing Capital Steel et croiser les lignes 4 et 16.
La construction de la section ouest de la phase 1 commence le 13 novembre 2019 et elle est ouverte à la circulation le 31 décembre 2021. Le prolongement au nord entre Jin'anqiao et Moshikou est mis en service le 30 décembre 2023.